# Orfeu
Orfeu è film drammatico del 1999 di Carlos Diegues.
La sceneggiatura si basa sul dramma Orfeu da Conceição, scritto nel 1954 dal poeta Vinícius de Moraes, adattato da João Emanuel Carneiro, Cacá Diegues, Paulo Lins, Hamílton Vaz Pereira e Hermano Vianna. Le musiche del film si devono a Caetano Veloso.